# تل بین جاده ای
تل بین جاده‌ای مربوط به دوره هخامنشی است و در شهرستان پاسارگاد، بخش هخامنش، جنوب‌شرق مجموعه‌پاسارگاد واقع شده و این اثر در تاریخ ۹ اردیبهشت ۱۳۸۲ با شمارهٔ ثبت ۸۴۹۸ به‌عنوان یکی از آثار ملی ایران به ثبت رسیده است.